# Väst-östlig divan

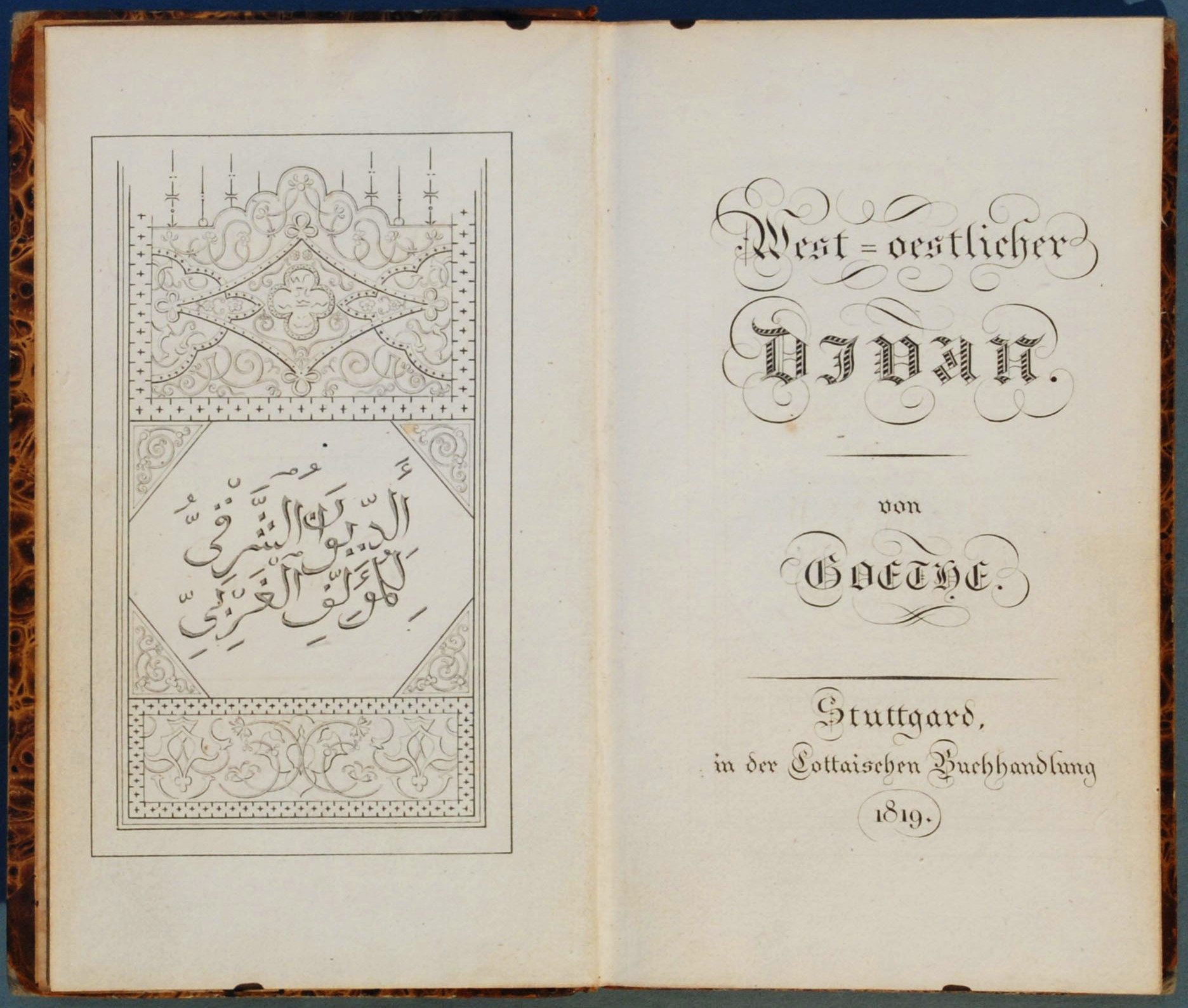
Titelsida och frontespis (kopparstick) från den första upplagan.

Väst-östlig divan (tyska: West-östlicher Divan) är en diktsamling av den tyske poeten Johann Wolfgang von Goethe, publicerad första gången 1819.
Goethe inspirerades till verket av mötet med den persiska litteraturen, framförallt poeten Hafez. Dîvân är persiska för diktsamling.